# Jean Verheyen
Jean Verheyen (22 de dezembro de 1896, data de morte desconhecida) foi um ciclista belga. Representou seu país, Bélgica, na corrida de velocidade nos Jogos Olímpicos de Verão de 1924. Ele não conseguiu completar a corrida de 50 km.